# Pozos (Guanajuato)
Pozos es una localidad del estado mexicano de Guanajuato. Es parte del municipio de Santa Cruz de Juventino Rosas.

## Demografía
| Gráfica de evolución demográfica |
|                                  |

| Censo | Población |
| ----- | --------- |
| 1900  | 240       |
| 1910  | 364       |
| 1921  | 295       |
| 1930  | 329       |
| 1940  | 372       |
| 1950  | 363       |
| 1960  | 539       |
| 1970  | 751       |
| 1980  | 439       |
| 1990  | 1 687     |
| 2000  | 2 073     |
| 2010  | 2 742     |
| 2020  | 3 167     |